# Wyższa Szkoła Informatyki i Zarządzania w Rzeszowie
Wyższa Szkoła Informatyki i Zarządzania w Rzeszowie (WSIiZ) –  największa niepubliczna uczelnia na Podkarpaciu, powołana w 1996 roku. Obecna oferta Uczelni obejmuje blisko 20 kierunków i ścieżek kształcenia, a nauka na nich odbywa się zarówno w języku polskim, jak i angielskim. W ramach WSIiZ funkcjonują cztery Kolegia: Medyczne, Zarządzania, Informatyki Stosowanej oraz Mediów i Komunikacji Społecznej, Uczelnia oferuje także szeroką paletę studiów podyplomowych oraz posiada uprawnienia do nadawania stopnia naukowego doktora i doktora habilitowanego w dyscyplinach: Nauki o komunikacji społecznej i mediach; Nauki medyczne; Ekonomia i finanse. Liczba studentów WSIiZ razem ze słuchaczami studiów podyplomowych to ok. 6 tysięcy osób.   
WSIiZ to uczelnia wielokulturowa, studiuje tu około 1500 studentów zagranicznych z około 50 krajów świata.   

## Historia
Wyższa Szkoła Informatyki i Zarządzania w Rzeszowie powstała 8 marca 1996 roku, była to kontynuacja i rozwinięcie działalności Rzeszowskiej Szkoły Menadżerów i Stowarzyszenia Promocji i Przedsiębiorczości. Głównym pomysłodawcą i twórcą uczelni był dr hab. inż. Tadeusz Pomianek, prof. WSIiZ, obecnie Prezydent uczelni. 
W 1996 roku WSIiZ przyjęła na studia 2500 studentów, oferując trzy kierunki kształcenia: ekonomię, informatykę oraz administrację. 
W 1999 roku uczelnia wprowadziła elektroniczną legitymację studencką, która początkowo funkcjonowała razem z tradycyjną, a od 2006 roku – zgodnie ze zmianami ustawowymi – samodzielnie, zastępując również kartę miejską. 
WSIiZ była jedną z pierwszych uczelni, która wprowadziła do programu studiów międzynarodowe certyfikaty językowe (1999 r.) oraz certyfikowane szkolenia informatyczne (2001 r.). Do tej pory w ramach centrów szkoleniowych i egzaminacyjnych funkcjonujących przy uczelni wydanych zostało ponad 100 000 międzynarodowych certyfikatów. 
Od 2002 roku studenci WSIiZ mieli możliwość (oprócz tradycyjnego sposobu nauczania) podnoszenia kwalifikacji poprzez nauczanie zdalne, z wykorzystaniem Internetu.
W 2021 roku WSIiZ obchodził jubileusz 25-lecia istnienia. 

## Władze uczelni
Stan na dzień 10 maja 2021
Prezydent: dr hab. inż. Tadeusz Pomianek, prof. WSIiZ
Wiceprezydent: dr Wergiliusz Gołąbek
Rektor: dr hab. Andrzej Rozmus, prof. WSIiZ
Prorektor WSIiZ ds. Nauki i Współpracy Międzynarodowej: dr hab. Konrad Szocik, prof. WSIiZ
Prorektor WSIiZ ds. Innowacji i Zrównoważonego Rozwoju: dr Małgorzata Gosek
Prorektor WSIiZ ds. Nauczania: dr Barbara Przywara

## Rankingi, certyfikaty, akredytacje

### U-Multirank 2022
W bieżącej edycji międzynarodowego rankingu szkół wyższych U-Multirank uczelnia zajęła pierwsze miejsce (spośród 42 polskich uczelni w zestawieniu). Najwyższe noty, czyli A – „bardzo dobry” WSIiZ uzyskała w 11 podkategoriach. W rankingu sklasyfikowano 2202 uczelnie z 96 krajów.

### UI GreenMetric
W międzynarodowym rankingu UI GreenMetric Wyższa Szkoła Informatyki i Zarządzania w Rzeszowie, po raz trzeci z rzędu, zajęła drugie miejsce wśród polskich uczelni. Ranking uwzględnia rozwiązania ekologiczne oraz z zakresu zrównoważonego rozwoju, a zestawienie objęło 1477 uczelni z całego świata.

### Certyfikaty
Kierunek Informatyka w Wyższej Szkole Informatyki i Zarządzania w Rzeszowie otrzymał Certyfikat Doskonałości Kształcenia w kategorii: „Zawsze dla studenta – doskonałość we wsparciu rozwoju studentów”. WSIiZ jest pierwszą uczelnią wyższą uhonorowaną przez Prezydium Polskiej Komisji Akredytacyjnej takim wyróżnieniem.

## Działalność badawcza
WSIiZ prowadzi badania naukowe w obszarze nauk społecznych, nauk ścisłych, przyrodniczych i medycznych.  Na gruncie nauk społecznych istotna jest aktywność w obszarze nauk o mediach i komunikacji społecznej m.in. badania nad zjawiskiem mediatyzacji różnych wymiarów życia społecznego. Ekonomiści współpracują z prawnikami i socjologami w badaniach rynku pracy czy zjawiska finansjalizacji, rozwija się działalność naukowa związana z bioinformatyką. W obszarze informatyki uczelnia realizuje finansowane przez Narodowe Centrum Nauki badania nad sztuczną inteligencją i sieciami. Na Wydziale Medycznym prowadzone są badania laboratoryjne m.in. nad właściwościami antynowotworowymi ekstraktów roślinnych. Na badania naukowe, w zakresie kosmetologii naturalnej, modeli biznesowych oraz nowych technologii komunikacyjnych, naukowcy WSIiZ pozyskali środki finansowe z programów Narodowej Agencji Wymiany Akademickiej i realizują je w partnerstwach międzynarodowych.

## Kierunki studiów
Studia w języku polskim:
- Analityka danych w biznesie - studia I stopnia
- Fizjoterapia – jednolite magisterskie
- Grafika komputerowa i produkcja multimedialna - studia I stopnia
- Informatyka – studia inżynierskie
- Kosmetologia - studia I stopnia
- Logistyka – studia inżynierskie
- Marketing i nowe media - studia I stopnia
- Pielęgniarstwo - studia I stopnia
- Zarządzanie - studia I stopnia
- Cyberbezpieczeństwo – specjalność studia inżynierskie
- Finanse i audyt wewnętrzny - specjalność studia I stopnia
- Programowanie – specjalność studia inżynierskie
- Projektowanie gier komputerowych - specjalność studia I stopnia
- Analityka biznesowa i Big Data - studia II stopnia
- Digital marketing - studia II stopnia
- Informatyka - studia II stopnia
- Kosmetologia - studia II stopnia
- Projektowanie graficzne - studia II stopnia
- Przywództwo i zarządzanie zasobami ludzkimi - studia II stopnia
- Zrównoważony rozwój w gospodarce - studia II stopnia
- Cyberbezpieczeństwo - specjalność II stopień

Studia w języku angielskim:
- Aviation Management
- Business Intelligence
- Computer Science
- Game Design and Development
- International Business Management
- Programming

## Kolegia WSIiZ[15]
- Kolegium Zarządzania
  - Katedra Ekonomii i Finansów
  - Katedra Logistyki i Inżynierii Procesowej
  - Katedra Zarządzania
  - Katedra Przedsiębiorczości
  - Instytut Badań i Analiz Finansowych

- Kolegium Mediów i Komunikacji Społecznej
  - Katedra Mediów i Komunikacji Społecznej
  - Katedra Prawa i Polityk Publicznych
  - Katedra Projektowania Graficznego
  - Katedra Nauk Społecznych
  - Zakład Filologii Angielskiej
  - Instytut Analiz Edukacji

- Kolegium Medyczne
  - Katedra Chorób Cywilizacyjnych i Medycyny Regeneracyjnej
  - Katedra Kosmetologii
  - Katedra Technologii Produktów Kosmetycznych i Farmaceutycznych
  - Katedra Fizjoterapii
  - Katedra Biotechnologii i Biologii Komórki
  - Zakład Pielęgniarstwa
  - Zakład Wychowania Fizycznego i Sportu
  - Centrum Badań i Usług Biomedycznych

- Kolegium Informatyki Stosowanej
  - Katedra Sztucznej Inteligencji
  - Katedra Zastosowań Systemów Informatycznych
  - Katedra Inteligentnych Systemów i Sieci
  - Katedra Kognitywistyki i Modelowania Matematycznego

## Współpraca z otoczeniem
WSIiZ kładzie duży nacisk na efektywną współpracę z podmiotami gospodarczymi, która ukierunkowana jest na rozszerzanie sieci partnerstw, promowanie wyników działalności badawczo-rozwojowej i innowacyjnej oraz podniesienie świadomości społeczeństwa na temat roli nauki w gospodarczym i społecznym rozwoju kraju. Aby wzmocnić i zacieśnić tę współpracę, w 2012 roku powołany został Konwent, jest to organ opiniodawczo – doradczy, w którego skład wchodzą przedstawiciele podkarpackich firm oraz instytucji. WSIiZ realizuje długofalową strategię zrównoważonego rozwoju. Efektem umiejętnego łączenia działalności dydaktycznej, naukowo-badawczej i działalności biznesowej jest dywersyfikacja źródeł przychodów. Dzisiaj udział przychodów uczelni z działalności pozadydaktycznej wynosi 55%, co czyni WSIiZ unikatową w skali kraju.
Ponadto uczelnia realizuje szereg działań i projektów skierowanych dla społeczności województwa podkarpackiego i miasta Rzeszowa. Pracownicy uczelni brali m.in. udział w przygotowaniu ponad 20 strategii rozwoju oraz 60 ekspertyz i raportów dla jednostek samorządu terytorialnego. WSIiZ realizuje również wiele inicjatyw, które na stałe wpisały się w kalendarz wydarzeń kulturalnych regionu, kluczowymi projektami z tego obszaru są cykle wykładów popularnonaukowych „Wielkie Pytania w Nauce” oraz „W labiryncie świata”.
Wybrane jednostki:
- Europe Direct Rzeszów[18]
- Enterprise Europe Network[19]
- Instytut Badań i Analiz Finansowych[20]
- Akademickie Liceum Ogólnokształcące[21].